# Frihedskæmper og Englænder (i Odense)
Frihedskæmper og Englænder (i Odense) er en dansk dokumentarisk optagelse.

## Handling
Optagelser fra Odense og omegn. Jernbanearbejde, frihedskæmpere i Odense, Husmandsskolen, Elsesminde, Tyskernes afgang, Hovedkvarter i Sanderum, Tarup allierede hovedkvarter, Englændernes ankomst mellem Blommenslyst og Odense, Tyske soldater på gåben hjem.